# Torneo Godò 1970
Il Torneo Godó 1970 è stato un torneo di tennis giocato sulla terra rossa. È stata la 19ª edizione del Torneo Godó, che fa parte del Pepsi-Cola Grand Prix 1970. Si è giocato al Real Club de Tenis Barcelona di Barcellona in Spagna, dal 19 al 25 ottobre 1970.

## Campioni

### Singolare
Manuel Santana ha battuto in finale  Rod Laver con il punteggio di 6–4, 6–3, 6–4

### Doppio
Lew Hoad /  Manuel Santana hanno battuto in finale  Andrés Gimeno /  Rod Laver con il punteggio di 6–4, 9–7, 7–5